# عبد الله غالب باشا
عبد الله غالب باشا (بالتركية: Abdullah Galib Paşa)‏‏ (ولدَ في 5 مارس 1829، إسطنبول - توفي في 12 يناير 1905، إسطنبول) هو سياسي عثماني، تولى منصب والي سالونيك.

## مناصبه
تولى المناصب التالية:
- والي سالونيك